# Museo della città di Göteborg
Il museo della Città di Göteborg (in svedese Göteborgs stadsmuseum) racconta la storia della città di Göteborg e dei suoi abitanti, dalla preistoria passando dai primi insediamenti umani fino ai giorni odierni.
Situato nel pieno centro della città, l'edificio è un esempio dell'architettura della metà del XVIII secolo, e veniva adibito un tempo ad uffici e magazzini della Compagnia svedese delle Indie Orientali. All'interno è presente una mostra permanente sulla storia di Göteborg, all'interno della quale, nell'area dedicata a usi e costumi del XVII, secolo è possibile anche provare dei vestiti dell'epoca in uno spogliatoio. Sono presenti anche mostre temporanee, un bar, una parte di museo dedicata solo ai bambini e due biblioteche: una con libri solo in lingua straniera e una in svedese per ragazzi con tanto di PlayStation a disposizione per giocare.